# Mei Finegold
Mei Finegold, pseudonimo di Meital Slominsky (in ebraico מיי פיינגולד‎?; Rishon LeZion, 16 dicembre 1982), è una cantante israeliana.

## Carriera
La sua carriera è iniziata nel 2009, in seguito al suo terzo posto nella settima edizione del talent show Kokhav Nolad, la versione israeliana del britannico Pop Idol. Inoltre ha rappresentato l'Israele all'Eurovision Song Contest 2014, con la canzone Same Heart, in inglese e ebraico, che, nonostante i pronostici, non è riuscita ad arrivare in finale, bloccandosi alla seconda semifinale.